# Adriano Corte-Real
Adriano Corte-Real (* 1946)  ist ein osttimoresischer Politiker aus Holarua (Gemeinde Manufahi). Er ist Mitglied der FRETILIN.

## Werdegang
1975 wurde Corte-Real Vizesekretär des Regionalkomitees der FRETILIN in Manufahi. Während der Besatzungszeit wurde er 1998 von indonesischen Sicherheitskräften mehrere Tage festgehalten und gefoltert.
Corte-Real übernahm mit Antritt der II. Regierung Osttimors am 14. Juli 2006 von Virgílio Simith das Amt des Staatssekretärs für die Region II (Manatuto, Manufahi, Ainaro). Auch unter dem nächsten Premierminister Estanislau da Silva behielt Corte-Real diese Position. Nach den  regulären Wahlen 2007 schied Corte-Real am 8. August 2007 mit Antritt der IV. Regierung aus dem Amt.
Derzeit (Stand: 2019) ist Corte-Real Präsident des „Nationalen Konsortiums Manufahi“.